# 赤塚真人
赤塚 真人（あかつか まこと、本名は同じ、1951年〈昭和26年〉3月19日 - 2024年〈令和6年〉7月4日）は、日本の俳優。劇団裏長屋マンションズ座長。
本名同じ。「まさと」と読まれがちだが「まこと」である。命名の由来は、ろくに働かず家に居つかなかった父親が、久しぶりに帰宅した時に誕生したため、「真人間になりますように」の願いを込めて名づけられたという。
血液型はO型。趣味は水彩画、作詞、ギター、茨城弁、釣り。

## 来歴
茨城県日立市出身。少年期に家族とともに上京し、東京都江東区で育つ。
1966年、江東区立深川第三中学校を卒業。東京工業高等学校（現・日本工業大学駒場中学校・高等学校）中退。
『男はつらいよ』で観た渥美清に共感したことで俳優になることを決意。
劇団ひまわりを経て東宝に入り、1967年の東宝映画『でっかい太陽』の生徒役で本格デビュー。子役・青年役で映画出演したのち、松竹映画『同胞』（忠次役）での軽妙な演技が認められて売れっ子となる。
『幸福の黄色いハンカチ』を筆頭に山田洋次監督作品に多く出演。三枚目かつ善良な役が定番であった。杉良太郎主演作への出演も多かった。
2007年1月30日から2月3日まで、千代田区内幸町ホールでの演劇『掌（たなごころ）一杯の温もり -親子戦争-』の主演を務めた。これは、昭和40年代人気を博した日本テレビ日曜夜8時の青春学園シリーズ（日本テレビ・東宝製作）でメイン監督を務めた高瀬昌弘監督の病後復帰作。赤塚は、1967年に『でっかい青春』でデビュー、翌年の『進め!青春』にも出演し、高瀬監督に教えを受けている。
2002年には劇団TA2を旗揚げ。以後東京の小劇場をベースに人情喜劇を上演。2007年夏からは組織変更にともなって団体名を「劇団裏長屋マンションズ」とし、座長として活動していた。
2024年7月4日、食道癌のため茨城県つくば市の医療施設で死去。73歳没。
一般社団法人映像コンテンツ権利処理機構においては不明権利者とされている。

## 人物
- 義理や友情を重んじる昔気質で、友人がパーソナリティを務める山形放送ラジオ『なつメロリクエスト・電話でこんばんは!』（現『なつかし楽し歌謡アワー』）に頻繁に友情出演し、爆笑トークを繰り広げていた。
- 私生活では、男女2人の子供に恵まれたが、子供が幼い時に離婚。妻は出て行き、残された子供2人を男手ひとつで育て上げた。本人は「子供が幼い時に、妻は買い物に出かけて帰らないまま15年が過ぎ去った」と笑いのネタにして『ライオンのごきげんよう』で披露しており、そのしゃべりの面白さで、『ごきげんよう』に出演するたびに、年間MVPや月間MVPを受賞している。その話術を本人は、山形でのラジオ出演やトークショーで鍛えたと語る。

## 出演

### テレビドラマ
- でっかい青春（1967年‐1968年、日本テレビ / 東宝） - 津田三郎
- 坂本九のフジ三太郎（1968年、TBS） - 浪人生
- 進め!青春（1968年、日本テレビ / 東宝）
- 東京バイパス指令 第39話「消えた遭難者」（1969年、日本テレビ / 東宝）
- おさな妻（1970年、東京12チャンネル /C.A.L）
- 火曜日の女シリーズ クラスメート -高校生ブルース-（1971年、日本テレビ）
- ウルトラマンA 第12話「サボテン地獄の赤い花」（1972年、TBS / 円谷プロ） - アベックの男 ※ノンクレジット
- 小さな恋のものがたり（1972年、日本テレビ） - 山下
- 飛び出せ!青春 第32話「友達だもの、信じるよ!!」（1972年、日本テレビ / 東宝） - 田代
- ジキルとハイド 第11話「愛は罪深くとも…」（1973年、フジテレビ） - おもちゃ工場工員
- 雑居時代 第3話「生けにえの引越し」（1973年、日本テレビ / ユニオン映画） - 応援団員・平塚
- プレイガール（12ch / 東映）
  - 第240話「裸の女にゃトゲがある」（1973年） - 三郎
  - 第261話「トルコ風呂殺人事件」（1974年） - 永井和郎
  - 第264話「女は濡れ場で勝負する」（1974年） - 次郎
- 土曜日の女シリーズ「女子高校生殺人事件」（1974年、日本テレビ / ユニオン映画）
- 青葉繁れる（1974年、TBS） - サッカー好きのデコ
- 銭形平次（フジテレビ / 東映）
  - 第431話「かわいい娘」（1974年） - 忠太郎
  - 第509話「男の意地に花一輪」（1976年） - 伊佐吉
  - 第700話「みなし児の詩」（1979年） - 新吉※赤塚まこと名義
  - 第866話「頑張れ!下っ引き」（1983年） - 仙吉
- 闘え!ドラゴン（1974年、東京12チャンネル / 宣弘社） - 武蔵小次郎
- 大江戸捜査網 第121話「無礼討ち返上」（1974年、12ch、三船プロ） - 佐太郎
- 剣と風と子守唄（1975年、日本テレビ / 三船プロ） - ひぐれの丈吉
- Gメン'75 第24話「二人組警官ギャング」（1975年、TBS / 東映） - 北見おさむ
- いごこち満点（1976年、TBS） - 塚原亮
- 夜明けの刑事 第77話「ひき逃げされた高校生のナゾ!!」（1976年、TBS / 大映テレビ） - 大輔
- 東芝日曜劇場（TBS）
  - 乙姫先生（1976年6月13日、HBC） - 菊地登
  - あしたの海（1977年9月11日） - 武
  - 「松本清張おんなシリーズ・記憶」（1978年）
- 白い秘密（1976年、TBS） - 内田おときち
- 塚本次郎の夏（1977年10月13日、NHK総合） - 塚本次郎
- かあさん堂々（1977年、TBS） - 弾正
- 土曜ドラマ 鎌田敏夫シリーズ / 十字路 第一部（1978年、NHK総合）
- 銀河テレビ小説（NHK総合）
  - 幸福駅周辺（1978年7月31日 - 8月11日） - 宮口広
- ドラマ人間模様 赤サギ（1978年、NHK総合） - 邦男
- 気まぐれ本格派 第27話「恋という奴ァままならぬ」（1978年、日本テレビ / ユニオン映画） - 和泉友和
- 横溝正史シリーズII「女王蜂」（1978年、毎日放送） - 遊佐三郎
- 特捜最前線（テレビ朝日 / 東映）
  - 第80話「新宿ナイト・イン・フィーバー」（1978年） - 小栗洋平
  - 第449話「挑戦・炎の殺人トリック!」（1986年） - 村岡栄治
- ちょっとマイウェイ（1979年、日本テレビ） - 大石常夫（大石家の次男、コック）
- 東京大地震マグニチュード8.1（1980年、よみうりテレビ） - 榊ひろし
- 大捜査線（1980年、フジテレビ） - 水野刑事
- 土曜ワイド劇場（テレビ朝日）
  - 三毛猫ホームズシリーズ - 石津刑事 
    - 三毛猫ホームズの追跡 女性専科連続殺人の謎（1980年、東映）
    - 三毛猫ホームズの怪談 赤猫は死を招く（1981年、東映）

  - 「家政婦は見た!12」（1993年） - 赤塚与作
  - 「法医学教室の事件ファイル12」（2000年） - 蛭川一
  - 「第一級殺人弁護1」（2002年） - 村岡則夫
  - 「鉄道捜査官3」（2003年） - 清水刑事
  - 「西村京太郎トラベルミステリー40」（2003年） - 堀川弁護士
  - 「法医学教室の事件ファイル18」（2003年） - 村松隆司
  - 「弁護士・森江春策の事件簿〜裁判員法廷〜1」（2009年） - 鎌田次郎
  - 「おとり捜査官・北見志穂14」（2010年） - 岡島刑事
  - 「逆転報道の女2」（2013年） - 木下泰三（用務員）
  - 「タクシードライバーの推理日誌33」（2013年） - 北川刑事
  - 「おかしな刑事11」（2014年） - 宇山聡
  - 「西村京太郎トラベルミステリー65」（2016年） - 佐々木刑事
  - 「温泉 (秘) 大作戦17」（2016年） - 玉城裕也
- ダウンタウン物語（1981年、日本テレビ） - マッキー
- 江戸を斬るVI 第8話「義賊うの字小僧」（1981年、TBS / C.A.L） - 梅吉
- 連続テレビ小説（NHK総合）
  - 本日も晴天なり（1981年） - 藤井祐介 役
  - 純ちゃんの応援歌 第2話・第3話（1988年10月4日・10月5日） - 大原
- 先生は一年生（1981年 - 1982年、日本テレビ） - 正平（喫茶『若旦那』のマスター）
- 同心暁蘭之介（1981年 - 1982年、フジテレビ） - 伊之助
- ザ・サスペンス「消えたスクールバス 園児集団蒸発「それは夏祭りから始まった」（1982年7月24日、TBS / 大映テレビ） - 田代刑事
- 松平右近事件帳 第24話「鶴亀情話」（1982年、日本テレビ / ユニオン映画） - 亀吉
- だんなさまは18歳（1982年 - 1983年、TBS / 大映テレビ）
- せーの!（1982年、日本テレビ）
- 高校聖夫婦（1983年、TBS / 大映テレビ） - 柳川英雄（体育教師、生活指導）
- 壬生の恋歌（1983年、NHK総合） - 時雨綱太郎
- 花王名人劇場 「寝ぼけ署長」（1984年 - 1985年、関西テレビ）
- 流れ星佐吉 第14話「岡ッ引き首ッたけ大弱り」（1984年、関西テレビ / 松竹）
- 大岡越前（TBS / C.A.L）
  - 第8部 第7話「意地比べ江戸っ子気質」（1984年9月3日） - 佐吉
  - 第10部 第4話「華のお江戸の意地競べ」（1988年3月21日） - 清六
  - 第11部 第16話「三方納めた一両損」（1990年8月6日） - 銀三
- 暴れ九庵 第18話「野望」（1985年、関西テレビ / 東宝） - 三郎
- 私鉄沿線97分署 第23話「走れ! ポリボックス・カー!!」（1985年、テレビ朝日 / 国際放映） - 鮫島
- 迷宮課刑事おみやさん 第6話「15年前のOLレイプ未遂事件が今日…!」（1985年、ABCテレビ / STAFFアズバーズ） - 柏木ヤスオ
- 太陽にほえろ!（日本テレビ） - 下山正 
  - 第667話「デュークという名の刑事」（1985年）
  - 第692話「捜査に手を出すな!」（1986年）
- 水戸黄門（TBS / C.A.L）
  - 第15部 第24話「女掏摸弁天お京・宮津」（1985年7月8日） - 半吉
  - 第16部 第28話「娘を救った偽黄門・弘前」（1986年11月3日） - 角助
  - 第19部 第18話「盗まれた御印篭・大聖寺」（1990年1月29日） - ふくろうの半助
  - 第23部 第31話「格さんは夫の敵・丸亀」（1995年3月13日） - 半助
  - 第28部 第5話「母子涙の大井川・島田」（2000年4月10日） - 辰
  - 第29部 第2話「藩を揺がす贈り物・水戸」（2001年4月9日） - 仙次
  - 第30部 第22話「神々の里の奇妙な話・高千穂」（2002年6月10日） - 捨三
  - 第31部 第8話「壊れた香炉は職人魂・桑名」（2002年12月2日） - 秀二郎
  - 第32部 第16話「開かずの鍵が解いた謎・白河」（2003年12月1日） - 由五郎
  - 第34部 第11話「津軽馬鹿塗り頑固比べ・弘前」（2005年3月21日） - 徳次郎
  - 第35部 第16話「鬼と呼ばれた母の涙・延岡」（2006年2月6日） - 太吉
  - 第37部 第21話「おとぼけ主従の珍道中・白石」（2007年9月3日） - 峯蔵
  - 第39部 第12話「愛と復讐の桜島・鹿児島」（2009年1月12日） - 又吉
  - 第43部 第7話「家族愛にまさる宝なし・藤枝」（2011年8月15日） - 伝蔵
  - 水戸黄門 第1シリーズ 第4話「悪を糺した弥治郎こけし -白石-」（2017年、C.A.L / BS-TBS） - 宮城屋五兵ヱ
- 月曜ワイド劇場 「覚せい剤が少女を犯す!」（1985年、テレビ朝日 / 東宝映像）
- 傑作時代劇「五瓣の椿 焼死体をすり替えた美女の謎」（1987年、テレビ朝日 / 東映） - 海野待石
- まんが道・青春編（1987年、NHK総合） - 東山記者
- 若大将天下ご免! 第40話「旅立ちに風はやさしく」（1987年、テレビ朝日 / 東映） - 日下小助
- 三匹が斬る! シリーズ（テレビ朝日 / 東映）
  - 続・三匹が斬る! 第2話「雇われの、三日亭主で剣難女難!」（1988年） - 伊助 役
  - また又・三匹が斬る! 第2話「男売ります、悲しき提灯奉行」（1991年） - 田口又平
  - 新・三匹が斬る! 第5話「牢破り、女一匹駄賃づけ」（1992年） - 留吉 役
  - ニュー・三匹が斬る! 第2話「女駆け込み寺にゃ魔物が棲んでいる!」（1994年）
- 京大アメリカンフットボール部誕生秘話 君に涙は似合わない（1988年、ABCテレビ / テレパック）
- 仮面ライダーBLACK 第28話「地獄へ誘う黄金虫」（1988年4月24日、毎日放送 / 東映） - 小山常吉
- 暴れん坊将軍シリーズ（テレビ朝日 / 東映）
  - 暴れん坊将軍III 第28話「偽りの拝領妻」（1988年） - 竹中勘助
  - 暴れん坊将軍IV 第32話「将軍暗殺! 女豹が飛んだ」（1991年） - 小山平蔵
  - 暴れん坊将軍IX 第37話「悪妻教育指南! ニセ将軍になった吉宗」（1999年） - 内藤直正
  - 暴れん坊将軍XI 第18話「吉宗、人生最悪の日!?」（2001年） - 辰巳屋藤兵衛
- はぐれ刑事純情派（テレビ朝日 / 東映）
  - 第1シリーズ 第7話「産院から消えた赤ん坊」（1988年） - 田村忠夫
  - 第8シリーズ 第17話「病院荒らし！最後の親孝行」（1995年） - 秋山清次
  - 第9シリーズ 第4話「死の不倫旅行!? 家庭回帰の男」（1996年）
  - 第11シリーズ 第6話「安浦刑事が誤認捜査!? 家族の復活」（1998年）
  - 2003年スペシャル「東京-稚内-礼文島北の最果て宗谷岬、それぞれの旅立ち さよなら、三波主任！」（2003年） - 持田
  - 第16シリーズ 第22話「安浦刑事が殴った女！」（2003年） - 富永健治
  - 第17シリーズ 第6話「青年介護士の犯罪!? 優しい男がキレる時」（2004年） - 桜井健三
- 仮面ライダーBLACK RX（1988年 - 1989年、毎日放送 / 東映） - 佐原俊吉
- 裸の大将（関西テレビ / 東阪企画）
  - 第25話「清・北の国のキューピッド」（1988年） - 小沢和之
  - 第43話「清がサーカスにやってきた」（1990年） - 中島平吉
- 織田信長（1989年、TBS） - 佐々孫介
- 女ねずみ小僧 第7話「千両富は殺しの番号」（1989年、フジテレビ / C.A.L） - 音吉
- 鬼平犯科帳（フジテレビ / 松竹）
  - 第1シリーズ 第8話「さむらい松五郎」（1989年） - 須坂の峰蔵
  - 第5シリーズ 第1話「土蜘蛛の金五郎」（1994年） - 子之次
  - 第8シリーズ 第8話「影法師」（1998年） - 井草の為吉
- 特警ウインスペクター 第19話「愛と勇気の親子橋」（1990年6月10日、テレビ朝日 / 東映） - 森田英夫
- 月曜・女のサスペンス 列島縦断事件シリーズ「国東半島連続殺人事件」（1990年8月27日、テレビ東京）
- 月影兵庫あばれ旅 第2シリーズ 第8話「その手は桑名の大捕物!」（1990年、テレビ東京 / 松竹） - 土屋
- 大河ドラマ（NHK総合） 
  - 太平記（1991年） - 岩松経家
  - 武蔵 MUSASHI（2003年） - 元吉
- 平清盛（1992年、TBS / 東映） - 次郎
- さすらい刑事旅情編IV 第23話「湯煙り上越新幹線・白鳥を待つ女」（1992年、テレビ朝日 / 東映） - 足立秀介
- 妻たちの劇場・泣きっ面に姑III（1992年、フジテレビ / 大映テレビ） - 敏男
- 名奉行 遠山の金さん 第5シリーズ 第10話「牢獄に放火する女」（1993年、テレビ朝日 / 東映） - 迫吾平
- 金曜エンタテイメント 「松本清張の異変街道」（1993年、フジテレビ） - 庄太
- 喧嘩屋右近 第2・第3シリーズ（1993年 - 1994年、テレビ東京） - なんでも屋の亀吉
- ブルースワット 第8話「E.Tベイビィ」（1994年3月20日、テレビ朝日） - 倉橋
- 総務課長戦場を行く！（1994年、フジテレビ）
- さすらい刑事旅情編VII 第4話「特急を停めた男・女が自殺!?」（1994年11月2日、テレビ朝日 / 東映） - 足立秀介
- 清水次郎長物語（1995年、フジテレビ） - 法印大五郎
- 刑事追う!（1996年8月19日、テレビ東京 / 東映） - 相沢浩一
- 愛の劇場（TBS）
  - 天までとどけ（1998 - 1999年） - 塚田巡査部長
  - 空への手紙（1999年） - 河合医師
- 3年B組金八先生 第6シリーズ（2001年 - 2002年、TBS） - 今井克治
- 虹のかなた（2004年、毎日放送） - 秋庭寿則
- こちら本池上署（2004年、TBS / テレパック） - 宮内幸三
- 火曜サスペンス劇場（日本テレビ）
  - 「浅見光彦ミステリー(6)・唐津佐用姫伝説殺人事件」（1989年7月11日）
  - 「警視庁鑑識班3」（1997年） - 黒木秀夫
  - 「追跡(3)」（1998年3月10日） - 佐伯裕二
  - 「取調室(12)」（2000年6月27日） - 貝塚警部補
  - 「女監察医室生亜季子(34)・追憶」（2004年1月6日、東映）
- 月曜ドラマスペシャル（TBS）
  - 「名探偵キャサリン2」（1996年） - 平林警部
  - 「弁護士芸者のお座敷事件簿4」（1999年）
  - 「アドベンチャー探偵の事件簿1」（2000年） - 中谷孝一
  - 「十津川警部シリーズ20」（2000年） - 松下警部
- 女と愛とミステリー（テレビ東京）
  - 「北アルプス山岳救助隊・紫門一鬼3」（2002年） - 野上繁男
- 水曜ミステリー9（テレビ東京）
  - 「さすらい署長 風間昭平5」（2006年） - 倉阪次郎
  - 「信濃のコロンボ事件ファイル13」（2006年） - 柄谷刑事
- まほろば（2007年・2010年、ハトマークネット / BS朝日） - 亀田源蔵 
  - Episode1
  - Episode2
  - Episode3
- 奥さまは警視総監3（2008年7月11日、フジテレビ）
- 逆転夫婦の珈琲ワルツ（2009年2月15日、テレビ朝日）
- スペシャルドラマ「必殺仕事人2010」（2010年7月10日、ABCテレビ / テレビ朝日 / 松竹） - 上州屋総兵衛
- 京都地検の女 第6シリーズ 最終話（2010年12月9日、テレビ朝日 / 東映）
- 相棒（テレビ朝日 / 東映）
  - season10 第1話「贖罪」（2011年10月19日） - 益子英彦
  - season12 第3話「原因菌」（2013年10月30日） - 円浩次
- 金曜プレステージ（フジテレビ）
  - 「浅見光彦シリーズ(43)・還らざる道」（2012年1月27日） - 狩野刑事
- 月曜ゴールデン（TBS）
  - 「湯けむりバスツアー 桜庭さやかの事件簿(4)」（2012年2月6日） - 今治平介
  - 「税務調査官・窓際太郎の事件簿(24)」（2012年11月12日） - 峰栄作
  - 「十津川警部シリーズ54・サンライズ出雲の女 消えた似顔絵の女」（2015年4月13日） - 出雲北警察署刑事・太田勝弘
- 科捜研の女 クリスマススペシャル（スペシャル4）（2013年12月25日、テレビ朝日 / 東映） - 小松原幸雄
- テレビ朝日開局55周年ドラマスペシャル 宮本武蔵（2014年3月15,16日、テレビ朝日 / 東映） - 宮本村の権叔父
- 警視庁捜査一課9係 season10 第7話（2015年6月10日、テレビ朝日 / 東映） - 辻辰之助
- 大岡越前3 第1話「縛られたお地蔵様」（2016年1月15日、NHK BSプレミアム / C.A.L） - 伊豆屋幸兵ヱ
- 雲霧仁左衛門3 第4話（2017年1月27日） - 丸子屋宗兵衛
- 月曜名作劇場（TBS）
  - 「十津川警部シリーズ5 京都・嵯峨野殺人迷路」（2018年4月9日） - 作曲家・溝田清治 役
- 江戸前の旬（2018年10月14日 - 12月30日、BSテレ東） - 平政
  - 江戸前の旬 season2（2019年10月20日 - 2020年1月5日）[7]

### 映画
- でっかい太陽（1967年9月15日、東宝） - 高校生
- 燃えろ!太陽（1967年12月6日、東宝） - 高校生
- 街に泉があった（1968年10月12日、東宝）
- 心中天網島（1969年5月24日、ATG） - 三五郎 役
- 大日本スリ集団（1969年11月22日、東宝）
- 学園祭の夜 甘い経験（1970年11月14日、東宝）
- 八月の濡れた砂（1971年8月25日、日活） - 渡辺マモル
- 高校生無頼控（1972年11月26日、東宝）
- 同胞（1975年10月25日、松竹） - 斉藤忠治
- 男はつらいよ 寅次郎純情詩集（1976年12月25日、松竹） ‐ 婆やの孫（婆や：浦辺粂子）
- 俺たちの時（1976年11月6日、松竹） - 進
- 幸福の黄色いハンカチ（1977年10月1日、松竹） - チンピラのマサ
- 新宿馬鹿物語（1977年9月17日、松竹）
- 東京からきた女の子（1978年5月27日、共同映画）
- あゝ野麦峠（1979年6月30日、東宝） - 川瀬音松
- ガキ大将行進曲（1979年7月13日、青銅プロ / 山梨教育映画） - 担任教師
- 青葉学園物語（1981年4月、日活児童映画） - 北村先生
- せんせい（1983年8月24日、こぶしプロ）
- 母さんの樹（1986年9月21日、翼プロダクション）
- 男はつらいよ 知床慕情（1987年8月15日、松竹） - はまなすの常連マコト
- Mr.レディー 夜明けのシンデレラ（1990年1月10日、東宝） - リンダ
- ご挨拶 第3話「NOW IT'S MOMENT IN OUR LIFE !!」（1991年）
- 男はつらいよ 寅次郎の青春（1992年12月26日、松竹） - 巡査
- どら平太（2000年5月13日、日活）
- 難波金融伝・ミナミの帝王17 極道金融（2001年） - 守屋
- たそがれ清兵衛（2002年11月2日、松竹） - 矢崎
- アイ・ラヴ・ピース（2003年12月、こぶしプロ） - 羽鳥誠
- 隠し剣 鬼の爪（2004年10月30日、松竹）
- 時代を撃て・多喜二（2005年、映画「時代を撃て・多喜二」製作委員会）
- 武士の一分（2006年12月1日、松竹） - 山崎兵太
- Beauty-うつくしいもの-（2007年、信州村歌舞伎保存会、Picture Gold Company）
- 母べえ（2008年1月26日、松竹）
- 弁護士・布施辰治（2010年、Office 池田）
- ビターコーヒーライフ（2012年）
- 日本の青空シリーズ第3弾 渡されたバトン〜さよなら原発〜（2013年、インディーズ）
- 忍たま乱太郎 夏休み宿題大作戦!の段（2013年）
- かあちゃんに贈る歌（2014年） - 主治医・河口健
- 母 小林多喜二の母の物語（2017年） ‐ 安田医師
- イタズラなKiss THE MOVIE〜キャンパス編（2017年） - 石川
- 星に語りて（2019年） - 戸村
- われ弱ければ 矢嶋楫子伝（2022年2月11日、現代ぷろだくしょん） - 横井小楠 役

### Vシネマ
- 日本統一30・31（2018年） - 翁

### CM
- カネボウ食品（シナモンガム）（立たされん坊）

### ラジオ
- なつメロリクエスト・電話でこんばんは!（山形放送）
- なつかし楽し歌謡アワー（山形放送）
- 荒井幸博のシネマ・アライヴ（山形放送）
- くにまるジャパンラジオ・バイオグラフィー〜5冊のアルバム（文化放送）※ゲスト